# Denis Grondin
Denis Grondin, né le 23 octobre 1954 à Rimouski au Québec, est un évêque canadien de l'Église catholique, archevêque de Rimouski depuis mai 2015. 

## Biographie
Denis Grondin est né le 23 octobre 1954 à Rimouski au Québec de Bernard et Marthe (née Langlois) Grondin,,. Il est le 3e d'une famille de sept enfants, et a passé son enfance à Québec.
Il est ordonné prêtre le 21 mai 1989 par l'archevêque de Québec, le cardinal Louis-Albert Vachon. Il devient par la suite curé dans la région de Charlevoix et animateur pastoral dans le milieu de la santé.
Le 12 décembre 2011, il est nommé évêque auxiliaire de Québec par le pape Benoît XVI et évêque titulaire de Camplum (it). Il reçoit sa consécration épiscopale le 25 février 2012 par l'archevêque de Québec, Mgr Gérald Cyprien Lacroix.
En mars 2015, il est pressenti comme futur archevêque de Rimouski, notamment du fait qu'il a été vu en grande discussion avec le cardinal Marc Ouellet alors préfet de la congrégation pour les évêques. Le 4 mai 2015, il est nommé archevêque de Rimouski où il succède à Mgr Pierre-André Fournier décédé au début de la même année,.

## Source
- (de) Cet article est partiellement ou en totalité issu de l’article de Wikipédia en allemand intitulé « Denis Grondin » (voir la liste des auteurs).